# Malcolmia africana
Malcolmia africana  es una especie de planta  de la familia de las brasicáceas.

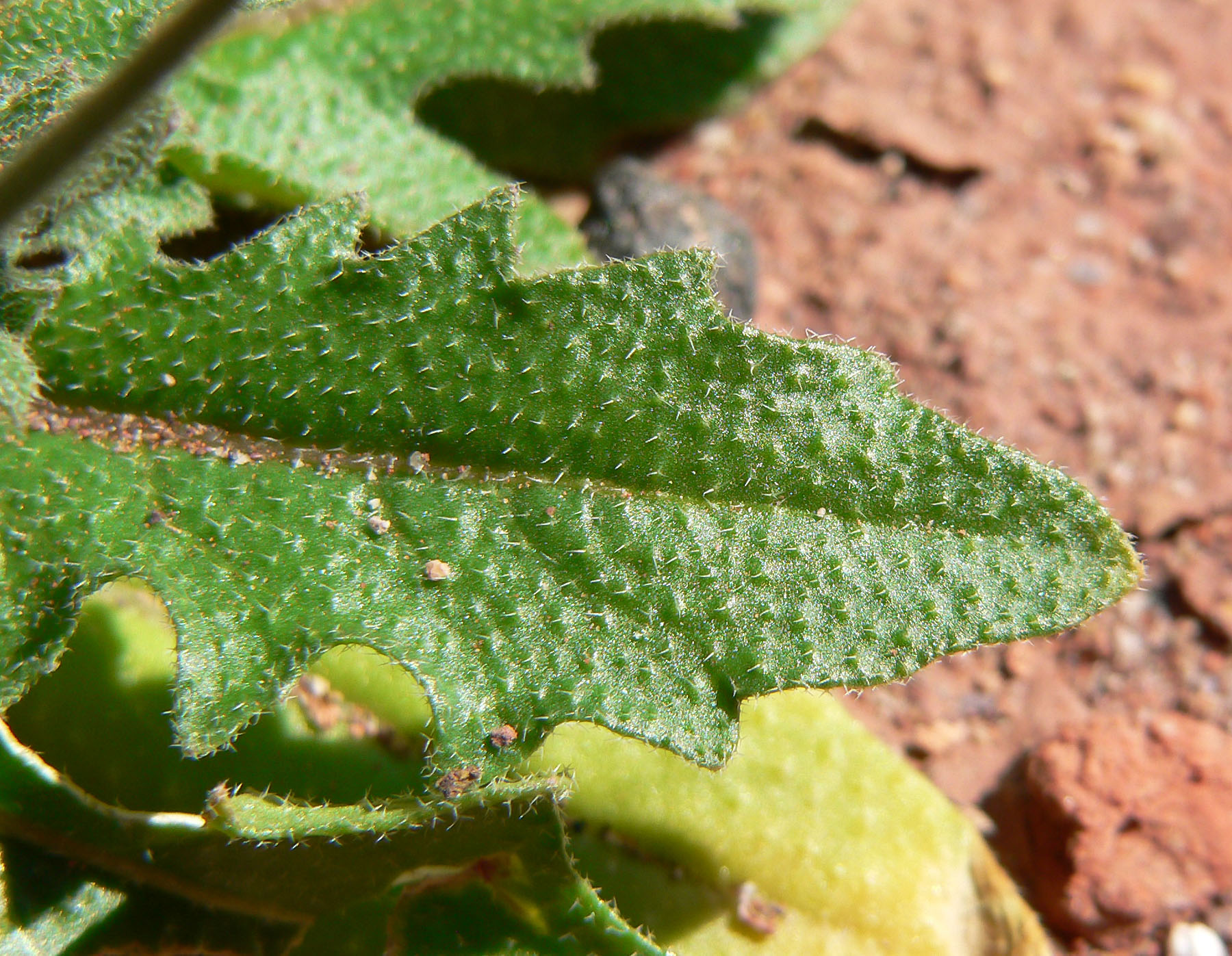
Detalle de las hojas

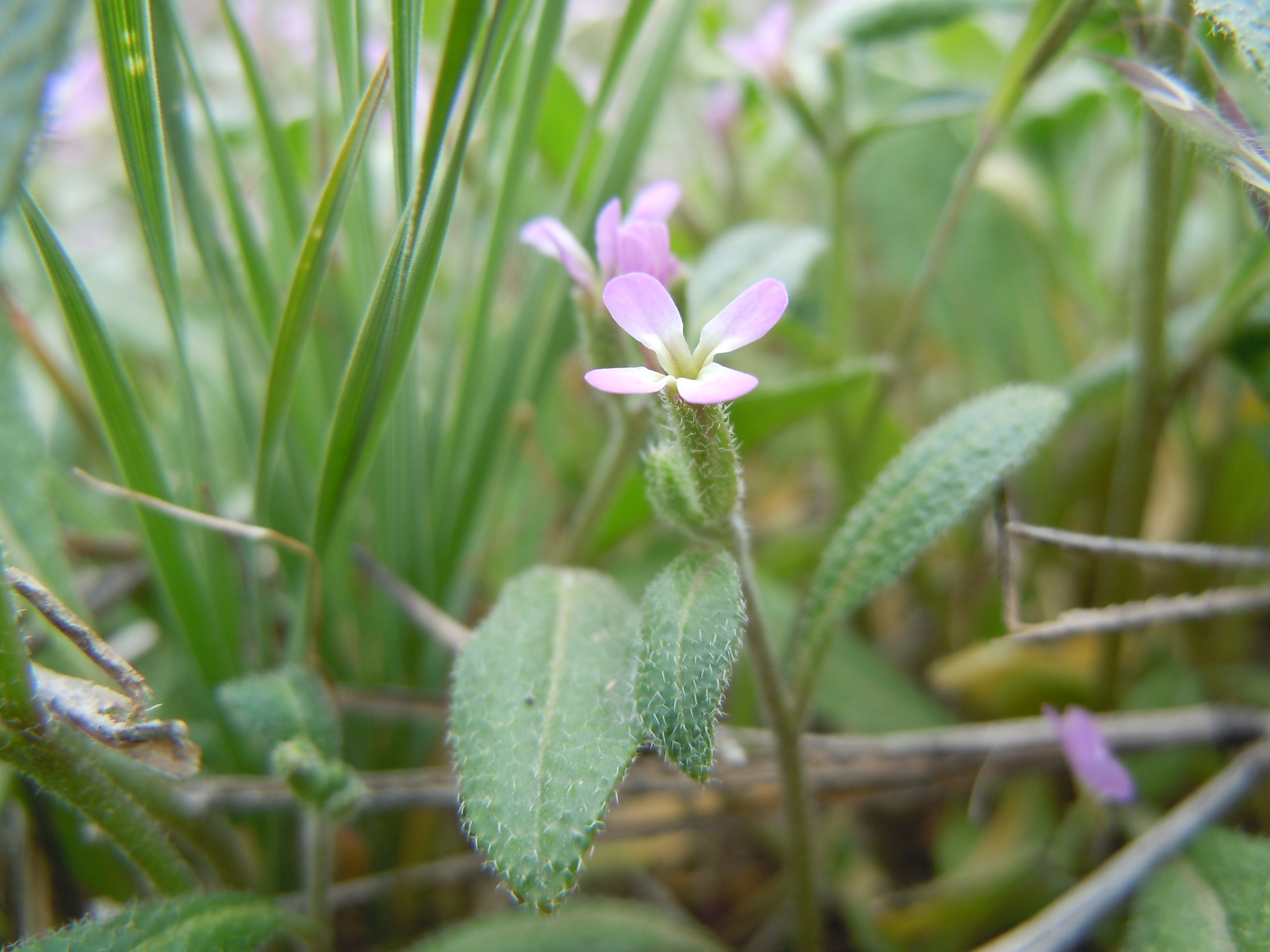
Detalle de la flor

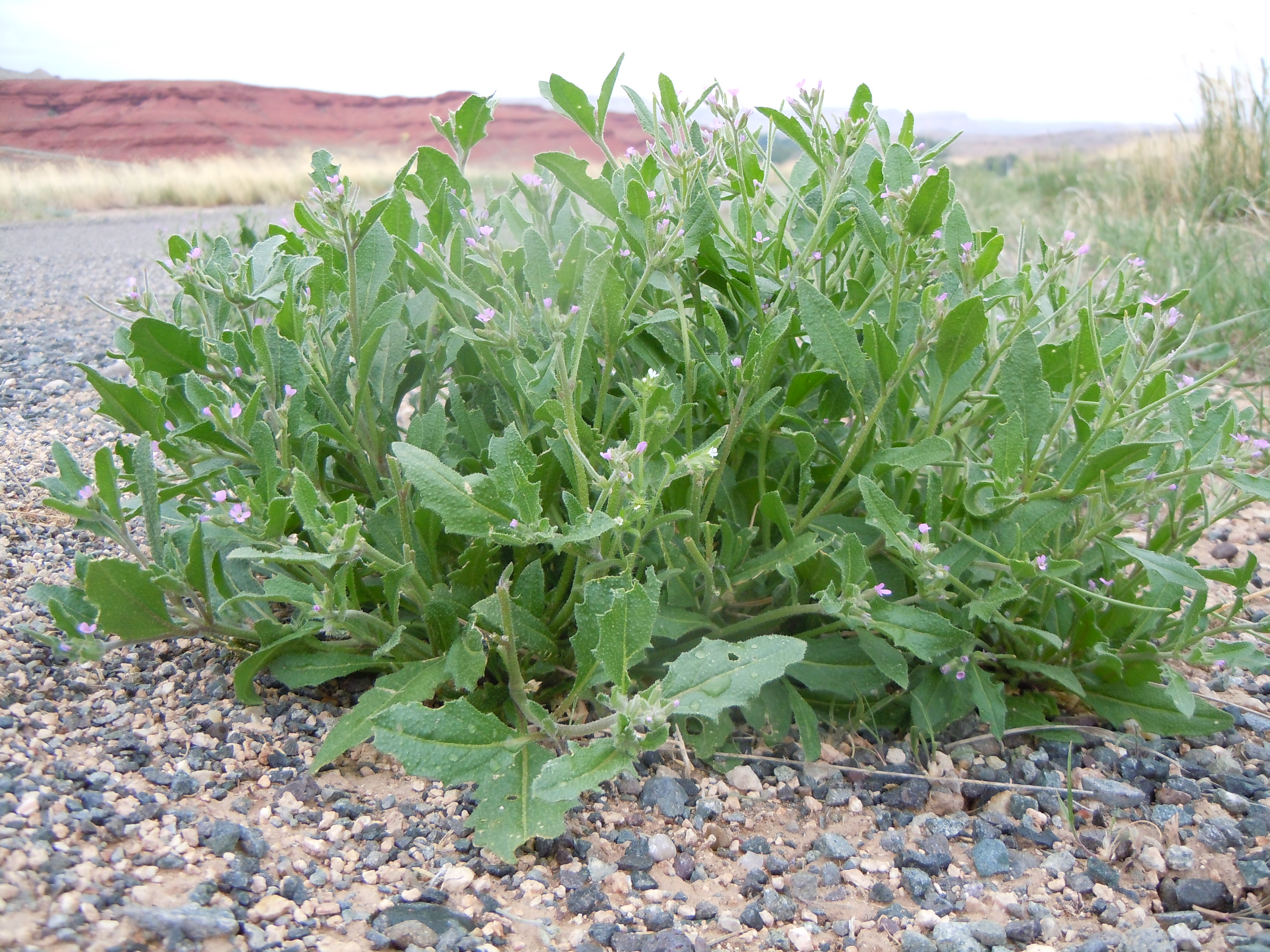
Vista de la planta en su hábitat

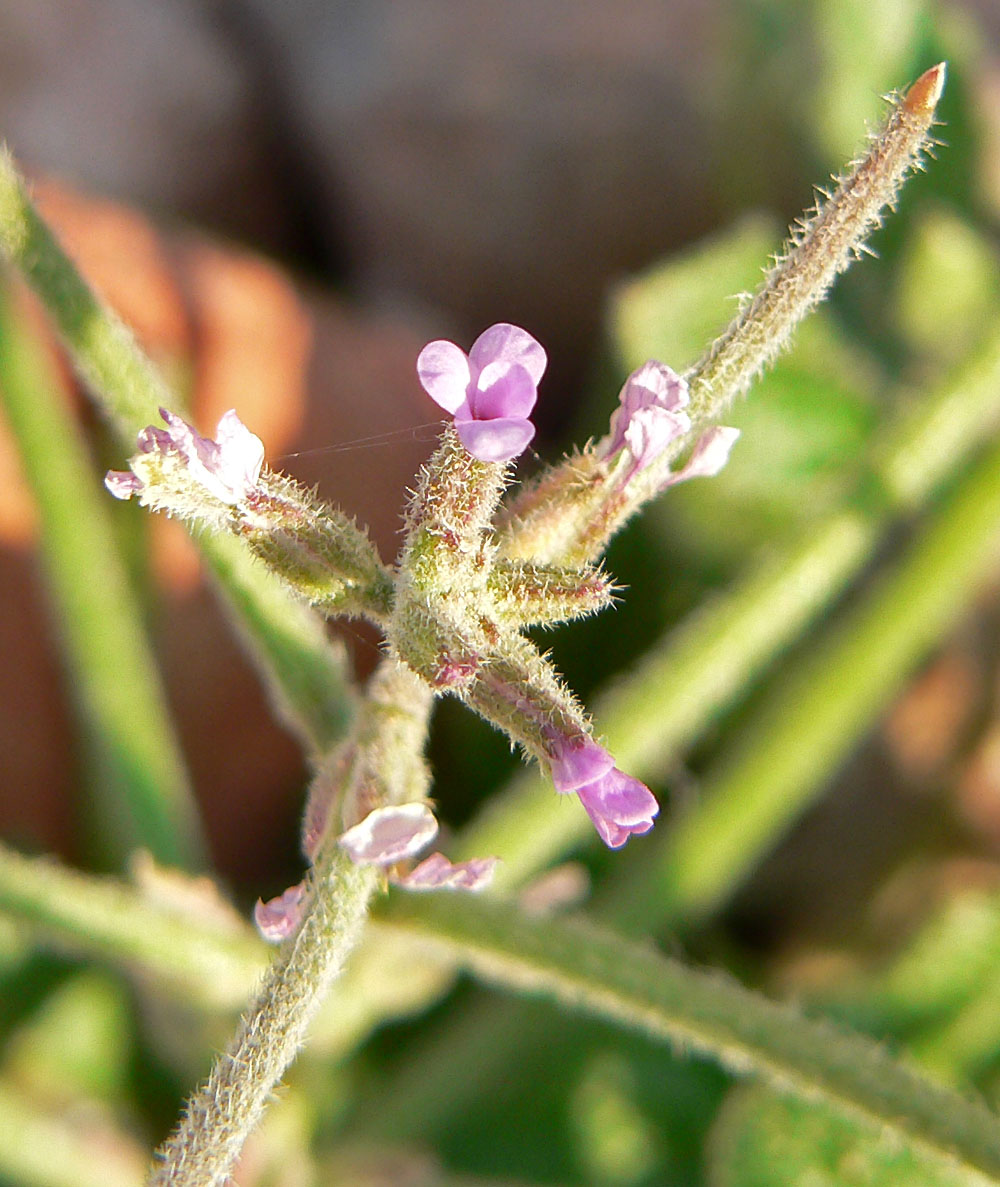
Inflorescencia

## Descripción
Planta de hojas oblongas, dentadas o lobuladas, sépalos  no jorobados, silicua más o menos cuadrangular con estilo muy corto. Bastante común en la altas mesetas, más rara en el Sahara septentrional y solamente en el límite norte.

## Distribución y hábitat
Cuenca mediterránea, límite norte del Sahara. Se ha convertido en una especie invasora en Nevada y Utah en Estados Unidos.

## Taxonomía
Malcolmia africana fue descrita por (L.) R.Br. y publicado en Hortus Kewensis; or, a Catalogue of the Plants Cultivated in the Royal Botanic Garden at Kew. London (2nd ed.) 4: 121. 1812.
Citología
Número de cromosomas de Malcolmia africana (Fam. Cruciferae) y táxones infraespecíficos: n=14
Etimología
Ver: Malcolmia
africana: epíteto geográfico que alude a su localización en África.
Sinonimia
- Cheiranthus scaber Moench
- Cheiranthus taraxacifolius Balb.
- Crucifera africana (L.) E.H.L.Krause
- Erysimum polyceratum Pall.
- Fedtschenkoa stenopetala (Bernh. ex Fisch. & C.A. Mey.) Dvořák
- Fedtschenkoa taraxacifolia (Balb.) Dvořák
- Hesperis africana L.
- Hesperis hispida Schreb. ex Roth
- Hesperis jasa Fisch., C.A.Mey. & Avé-Lall.
- Hesperis laxa Lam.
- Hesperis pachypodium E.Fourn.
- Malcolmia calycina Sennen
- Malcolmia divaricata (Fisch.) Fisch.
- Malcolmia halophila Gilli
- Malcolmia laxa (Lam.) DC.
- Malcolmia stenopetala (Bernh. ex Fisch. & C.A. Mey.) Bernh. ex Ledeb.
- Malcolmia taraxacifolia DC.
- Malcolmia trichocarpa Boiss. & Buhse
- Matthiola stenopetala Bernh. ex Ledeb.
- Strigosella africana (L.) Botsch.
- Strigosella africana var. laxa (Lam.) Botsch.
- Strigosella stenopetala (Bernh. ex Fisch. & C.A. Mey.) Botsch.
- Strigosella trichocarpa (Bernh. ex Fisch. & C.A. Mey.) Botsch.
- Wilckia africana (L.) F. Muell.
- Wilckia africana var. stenopetala (Bernh. ex Fisch. & C.A. Mey.) Grossh.
- Wilckia africana var. trichocarpa (Boiss. & Buhse) Grossh.
- Wilckia runcinata (C.A. Mey.) Grossh.
- Wilckia stenopetala (Bernh. ex Fisch. & C.A. Mey.) N. Busch[4]

## Nombres comunes
- Castellano: albercorón, albercón, alboquerón, bignerón, biquerón, falso alhelí.[5]